# Kabinett Gutknecht
Das Kabinett Gutknecht bildete die Landesregierung des Freistaates Anhalt im Jahre 1918.
Das Kabinett Gutknecht war die erste Landesregierung des neu gegründeten Freistaates Anhalt, welche aus SPD und DDP gebildet wurde und nur kurze Zeit bestand. Da die Landtagswahlen erst Mitte Dezember 1918 stattfanden, ist dieses Kabinett nicht als Landtag aufzufassen.
Am 14. November 1918 musste Max Gutknecht zurücktreten und ein neues Kabinett wurde gebildet. Ein Teil der Staatsräte wurde in das folgende Kabinett Heine berufen.
| Kabinett Gutknecht – 8. bis 14. November 1918 \| Amt \| Name \| Partei \| \| --------------------------------------------------- \| ------------------------------------------------------------------------------------- \| --------------------- \| \| Staatsminister und Vorsitzender (Ministerpräsident) \| Dr. Max Gutknecht \| \| \| Staatsräte \| Wilhelm Voigt Dr. Hermann Cohn Josef Lux Heinrich Deist Philipp Mühlenbein Paul Lange \| SPD DDP SPD parteilos \| |                                                                                       |                       |
| Amt | Name                                                                                  | Partei                |
| Staatsminister und Vorsitzender (Ministerpräsident) | Dr. Max Gutknecht                                                                     |                       |
| Staatsräte | Wilhelm Voigt Dr. Hermann Cohn Josef Lux Heinrich Deist Philipp Mühlenbein Paul Lange | SPD DDP SPD parteilos |